# Лавкове гетто

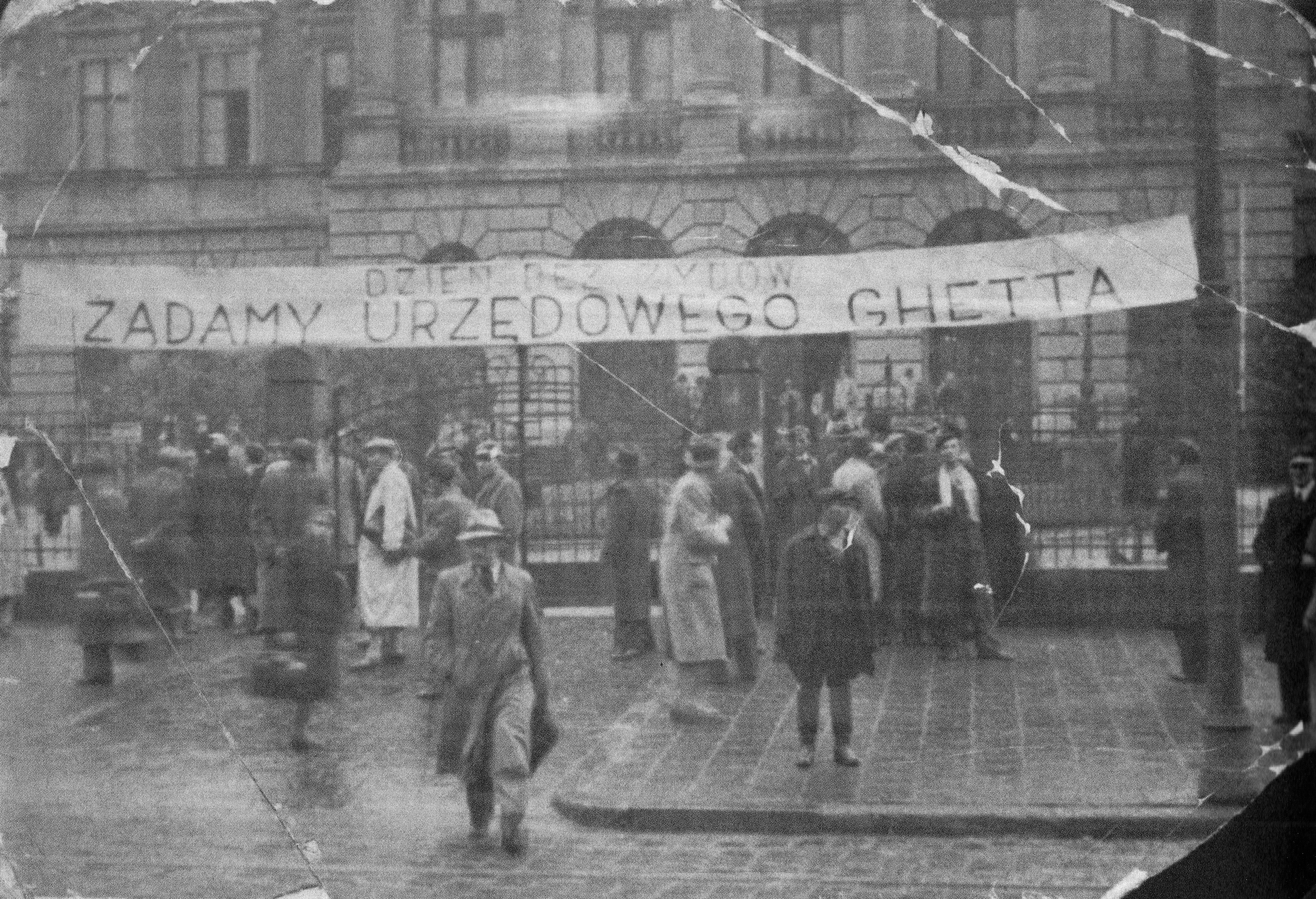
Пікет Національно-радикального табору перед корпусом Львівської політехніки з вимогою запровадження «лавкового ґетто»

«Лавкове ґетто» (пол. getto ławkowe) — виділення в авдиторіях та навчальних кімнатах окремих парт, лавок чи місць для національних меншин (найчастіше — євреїв, тому використано термін «ґетто»). Така дискримінаційна політика поширилась у вишах Польщі в другій половині 1930-х років.

## Історія
За переписом 1921 року, в Польщі жило майже 3 млн євреїв (10,5% населення), однак вони становили значний відсоток у таких професіях, як адвокати, правники, лікарі, дантисти і т.п. Така ситуація викликала протест у праворадикальному польському молодіжному середовищі. Молоді поляки вимагали національних квот для студентів відповідно до відсоткової частки національності в масштабах країни. Таке правило названо «numerus clausus» (лат. замкнене число) й воно визначало відсоток, який можуть становити представники тієї чи іншої національності серед усіх студентів. Особливого поширення воно набуло в деяких медичних навчальних закладах.
У 1930-х роках почастішали випадки нападів польських націоналістичних боївок на євреїв, українців і представників інших національностей. Деколи такі напади закінчувалися бійками та каліцтвами. Польські молодіжні націоналістичні організації — серед яких Академічний союз «Всепольська молодь» (Związek Akademicki Młodzież Wszechpolska) і Національно-радикальний табір — бойкотували єврейські крамниці, організації та вимагали запровадження «numerus nullus», тобто цілковитого недопущення конкретної національності до певного навчального закладу чи спеціальності. Першим кроком вони бачили створення в університетах «лавкового ґетто» — окремих парт, лавок чи місць для євреїв, щоб таким чином фізично «відділити» їх від решти студентів під час навчання. Деякі навчальні заклади вирішили, заради недопущення подальших конфліктів, піти на поступки націоналістам і створити такі окремі місця. Першими запровадили такий поділ у Львівській політехніці на інженерному та механічному факультетах (грудень 1935). Згодом таку практику почали запроваджувати інші виші, а 1937 року міністерство релігії та освіти дозволило ректорам вищих навчальних закладів видавати відповідні накази. Де-не-де такі дії зустрічали спротив академічної спільноти та професорів-поляків. Наприклад, викладачі принципово читали лекції саме єврейській частині, а студенти сиділи разом із колегами-євреями. Однак подібні знаки солідарності виклика́ли обурення націоналістів і спричиняли ще брутальніші напади.
Серед противників сегрегації були філософ Тадеуш Котарбінський — професор Варшавського університету і ботанік Станіслав Леон Кульчинський, який 1937/38 навчального року на знак протесту подав у відставку з посади ректора Львівського університету.